# Romance of the Rails
Romance of the Rails è un cortometraggio muto del 1912 diretto da Harold M. Shaw.

## Produzione
Il film fu prodotto dalla Edison Company.

## Distribuzione
Distribuito dalla General Film Company, il film - un cortometraggio in una bobina - uscì nelle sale cinematografiche statunitensi il 5 novembre 1912.